# Auxetophone
L'auxetophone est un dispositif d'enregistrement et de diffusion du son breveté durant le XIXe siècle.

## Citation
« Qu'est-ce qui est plus fort que fort ? L'auxetophone. »

— Dan Gilmore